# Межигоры
Межигоры (укр. Межигори) — село в Подкаменской поселковой общине Золочевского района Львовской области Украины.
Население по переписи 2001 года составляло 182 человека. Занимает площадь 0,496 км². Почтовый индекс — 80665. Телефонный код — 3266.